# 徐禎卿

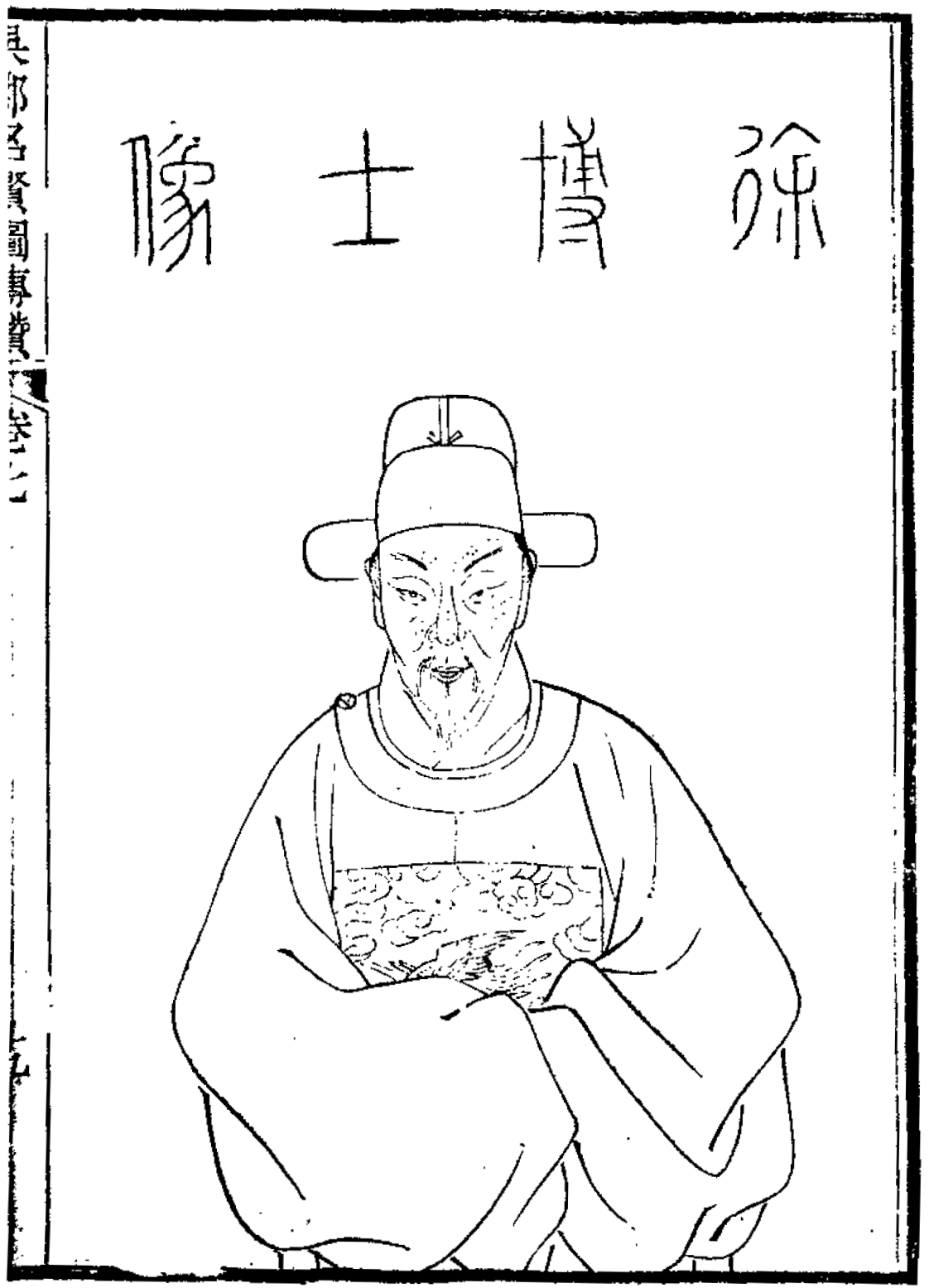
徐禎卿像

徐 禎卿（じょ ていけい、1479年 - 1511年）は、中国明代の文学家。字は昌穀、または昌国。蘇州府常熟県梅李鎮の人で、後に蘇州府呉県に移った。『明史』列伝第一百七十四・文苑二に伝が立てられている。

## 略歴
若い頃は貧しく、独学した。唐寅と交友を持ち、唐寅が沈周や楊循吉に紹介したことから名を知られた。1505年に進士になり、大理左寺副となった。李夢陽や何景明と交友を持った。
唐寅・祝允明・文徴明と合わせて「江南四才子」（または呉中四才子）と呼ばれる。また、劉麟・顧璘と合わせて「江東三才子」と呼ばれる。文学流派としては李夢陽・何景明・康海・王九思・辺貢・王廷相と共に「前七子」と呼ばれた。徐禎卿は文章は秦漢、古詩は漢魏、近体宗法は盛唐に学ぶよう主張した。
1511年、数えわずか33歳で没。

## 著書
著書は『迪功集』・『迪功外集』、文学の批評書『談芸録』など。他に『異林』。
清の『四庫全書総目提要』によると、「明の朱元璋の伝記『翦勝野聞』は徐禎卿の著とも伝わっているが、『明史』徐禎卿伝にも文芸志にもその旨の記載が無い」と解説されている。